# UCI Women’s ProSeries 2024
UCI Women’s ProSeries 2024 – 5. edycja cyklu wyścigów kolarskich UCI Women’s ProSeries.

## Kalendarz
Opracowano na podstawie:
| UCI Women’s ProSeries 2024 | UCI Women’s ProSeries 2024 | UCI Women’s ProSeries 2024                    | UCI Women’s ProSeries 2024 | UCI Women’s ProSeries 2024                             | UCI Women’s ProSeries 2024                      | UCI Women’s ProSeries 2024                  | UCI Women’s ProSeries 2024 |
| Data                       | Państwo                    | Wyścig                                        | Kat.                       | Zwyciężczyni                                           | Drugie miejsce                                  | Trzecie miejsce                             |                            |
| -------------------------- | -------------------------- | --------------------------------------------- | -------------------------- | ------------------------------------------------------ | ----------------------------------------------- | ------------------------------------------- | -------------------------- |
| 15 – 18 lutego 2024        | Hiszpania                  | Setmana Ciclista Valenciana                   | 2.Pro                      | Marlen Reusser (SD Worx-Protime)                       | Katarzyna Niewiadoma (Canyon-SRAM Racing)       | Niamh Fisher-Black (SD Worx-Protime)        |                            |
| 13 mar                     | Belgia                     | Nokere Koerse Women                           | 1.Pro                      | Lotte Kopecky (SD Worx-Protime)                        | Lorena Wiebes (SD Worx-Protime)                 | Lily Williams (Human Powered Health)        |                            |
| 27 mar                     | Belgia                     | Dwars door Vlaanderen - women's race          | 1.Pro                      | Marianne Vos (Team Visma \| Lease a Bike)              | Shirin van Anrooij (Lidl-Trek)                  | Letizia Paternoster (Liv AlUla Jayco)       |                            |
| 10 kwi                     | Belgia                     | Brabantse Pijl Women Elite                    | 1.Pro                      | Elisa Longo Borghini (Lidl-Trek)                       | Demi Vollering (SD Worx-Protime)                | Alexandra Manly (Liv AlUla Jayco)           |                            |
| 8 maj                      | Hiszpania                  | Clasica Femenina Navarra                      | 1.Pro                      | Hannah Ludwig (Cofidis)                                | Arlenis Sierra (Movistar Team)                  | Shirin van Anrooij (Lidl-Trek)              |                            |
| 26 maj                     | Hiszpania                  | Gran Premio Ciudad de Eibar                   | 1.Pro                      | Yurani Blanco Calbet (Laboral Kutxa-Fundación Euskadi) | Usoa Ostolaza (Laboral Kutxa-Fundación Euskadi) | Henrietta Christie (Human Powered Health)   |                            |
| 25 – 30 czerwca 2024       | Niemcy                     | Thüringen Ladies Tour                         | 2.Pro                      | Ruth Winder (Human Powered Health)                     | Mischa Bredewold (SD Worx-Protime)              | Brodie Chapman (Lidl-Trek)                  |                            |
| 15 wrz                     | Niemcy                     | Women's Cycling Grand Prix Stuttgart & Region | 1.Pro                      | Eleonora Gasparrini (UAE Team ADQ)                     | Lieke Nooijen (Team Visma \| Lease a Bike)      | Mareille Meijering (Movistar Team)          |                            |
| 5 paź                      | Włochy                     | Giro dell’Emilia Donne                        | 1.Pro                      | Elisa Longo Borghini (Lidl-Trek)                       | Évita Muzic (FDJ-Suez)                          | Juliette Labous (Team dsm-firmenich PostNL) |                            |
| 8 paź                      | Włochy                     | Tre Valli Varesine Women's Race               | 1.Pro                      | Cédrine Kerbaol (Ceratizit-WNT Pro Cycling)            | Silvia Persico (UAE Team ADQ)                   | Liane Lippert (Movistar Team)               |                            |